# Seznam osebnosti iz Občine Piran
Seznam osebnosti iz občine Piran vsebuje pomembne ljudi, delujoče na kulturnem področju, od 17. stoletja naprej, ki so se rodile, delovale ali umrle v občini Piran. Ta zajema naselja: Dragonja/Dragogna, Lucija/Lucia, Nova vas/Villanova di Pirano, Padna/Padena, Parecag/Parezzago, Piran/Pirano, Portorož/Portorose, Seča/Sezza, Sečovlje/Sicciole, Strunjan/Strugnano in Sveti Peter/San Pietro dell'Amata.

### Pesniki, pisatelji
- Ivan Bizjak (17.12.1936, Črni Vrh nad Idrijo - 2018), pisatelj, urednik, prejemnik Schwentnerjeve nagrade za življenjsko delo. Večino svojega dela je opravil v Ljubljani, kasneje se je preselil v Piran.
- Igor Bizjan (1958, Ljubljana), pesnik, socialni delavec, samostojni kulturni delavec. Večino svojega življenja je živel in delal v Piranu, kjer je leta 1998 ustanovil Društvo Obzorje za svetovanje ljudem v stiski. Med leti 1999 in 2008 je v sodelovanju z Mestno knjižnico Piran organizaciral Odprta branja, večerne dogodke, namenjene povezovanju ljudi v lokalni skupnosti.
- Franjo Frančič (1958, Ljubljana), pisatelj, pesnik, prevajalec. 1987 se je iz Ljubljane preselil v slovensko Istro, najprej v Piran, nato v Padno.
- Ciril Kosmač (1910, Slap ob Idrijci - 1980, Ljubljana), pisatelj, prevajalec, scenarist. Zaradi njegovega dela je po njem poimenovana osnovna šola v Piranu - OŠ Cirila Kosmača.
- Marko Matičetov (1984, Ljubljana), pesnik, politolog, od leta 2009 naprej zaposlen kot bibliotekar v mestni knjižnici Piran.
- Tone Pavček (1928, Šentjurij pri Mirni Peči - 2011), pesnik, prevajalec, esejist in urednik je zadnja leta živel v Seči.
- Pavle Zidar (pravo ime Zdravko Slamnik) (1932, Slovenski Javornik pri Jesenicah – 1992, Ljubljana), pisatelj, pesnik. Živel v Piranu in Luciji, pokopan pa je na piranskem pokopališču. Za Piran pomemben tudi zato, ker je nekaj časa služboval kot ravnatelj piranske osnovne šole.

### Novinarji, publicisti
- Bogomil Bitežnik (1907, Gorica - 1985, Izola), publicist
- Nataša Fajon (1977, Koper), publicistka, fotografinja. Pomembna tudi za piranski kulturni prostor.
- Vinko Gaberc (1886, Pretrež - 1966, Piran), časnikar. Živel in delal v Piranu.
- Slavko Gaberc (1953, Maribor), publicist, prevajalec, direktor, bibliotekar. Otroštvo sicer preživel v Izoli in Kopru, kasneje pa postal bolj aktiven v Piranu. Bil je ravnatelj Matične knjižnice Izola in Matične knjižnice Piran, v katerih je pripravljal tudi razstave primorskih umetnikov. Bil je tudi glavni urednik revije Primorska srečanja.
- Vid Vremec (1919, Opčine, Trst - 2002, Izola), publicist
- Salvator Žitko (1942, Metlika), zgodovinar, univerzitetni predavatelj, publicist. Živi in dela v Kopru, njegovo raziskovalno delo pa temelji na preučevanju zgodovine Istre in Primorske, tudi Pirana. Bil je tudi član uredniškega odbora revije Obala.

### Slikarji, kiparji, arhitekti, likovni umetniki
- Zorko Bajc (1966, Kanji dol pod Javornikom), fotograf, kulturni delavec, duhovnik. Od leta 2000 župnik v Piranu. Lotil se je tudi izgradnje Pastoralno-kulturnega centra Georgius ob piranski stolnici. Leta 2015 je za dolgoletne uspehe prejel zlati grb občine Piran.
- Boris Benčič (1957, Koper - 2002, Izola), slikar, fotograf, kulturni delavec, risar animiranih filmov, scenograf, režiser, umetniški oblikovalec. Za svoje delo je prejel številne nagrade in priznanja, med drugim tudi Zlato medaljo za kolekcijo na 2. Mednarodnem bienalu kombinirane fotografije Koštabona '78 (1978) in Zlato ptica za slikarstvo (1985). Živel in delal je v Izoli, razstavljal pa je tudi v Obalni galeriji Piran.
- Anton Biloslav - Toni (1946, Gomila - 2013, Piran), akademski slikar, galerist, umetniški vodja. V Kopru je med leti 1972 in 1974 vodil Galerijo Meduza. To je bila prva prodajna galerija v Jugoslaviji. Odgovoren je za združitev razstavišč v Piranu in Kopru leta 1974, ko je s pomočjo treh obalnih občin ustanovil javni zavod Obalne galerije Piran in postal njihov ravnatelj. 1977 je začel voditi mednarodni kiparski simpozij v kamnu Forma viva Portorož. V zadnjih letih se je ukvarjal z obnovo Mestne galrije Piran.
- Viktor Birsa (1908, Kobjeglava na Krasu - 2002, Portorož), akademski slikar. V svojem ustvarjanju se je ves čas posvečal motivom primorske pokrajine, najprej Krasu, ko pa se je preselil v Portorož, je začel slikati motive iz Istre, morje in Piran.
- Lucijan Bratuš (1949, Vipava), slikar, grafik. Sodeloval pri razstavah Primorski likovniki (1971-1972) in Primorski likovni umetniki (1972).
- Sapana Gandharb (1977, Kavre pri Katmanduju), umetnica. V Piranu živi od leta 2000 naprej in je zaposlena v keramični delavnici Igorja Krmpotića. Leta 2014 je prejela častno priznanje žirije in prvo nagrado občinstva na Ex tempore Piran.
- Božidar Jakac (1899, Novo mesto - 1989, Ljubljana), v Padni je v hiši, kjer so sedem let živeli njegovi starši, Jakčeva galerija.
- Jože Kološa (1920, Murska Sobota - 1998, Izola), umetniški fotograf
- Miro Kranjec (1916, Sežana - 1999, Sežana), slikar
- Janez Lenassi (1927, Opatija - 2008, Piran), kipar. S kiparjem Jakobom Savinškom sta leta 1961 skupaj ustanovila mednarodni simpozij kiparjev Forma viva v Sloveniji.
- Boris Tavželj (1934, Ljubljana - 1984, Lucija), litografski risar, grafik. Živel in delal v Piranu. Bil je soustanovitelj društva Klas in Ex tempore.
- Jela Trnkoczy (1905, Bohinjska Bistrica - 1957, Piran), slikarka. Bila je učenka Riharda Jakopiča. Ustvarjala in razstavljala je večinoma v Ljubljani, kjer je imela tudi svoj atelje, vendar je umrla v Piranu.
- Drago Tršar (1927, Planina (Postojna), kipar
- Marijan Tršar (1922, Dolenjske Toplice - Ljubljana, 2010), grafik, slikar, likovni kritik, publicist
- France Uršič (1907, Gorica - 1979, Izola), slikar, karikaturist
- Pavle Zamar - Zappa (1929, Ločnik pri Gorici - 1989, Izola), slikar, organizator kulturnih prireditev. Leta 2009 je bila v okviru prireditev ob prazniku piranske občine v spomin na Pavla Zamarja slovesno odkrita spominska plošča na hiši v Tomšičevi ulici 25, kjer je živel.
- France Slana (1926, Bodislavci), slikar
- Zlatko Zei (1908, Trst - 1982, Izola), slikar

### Učitelji, pedagogi
- Božidar Jevševar (1920, Vrhovo pri Radečah - 2012, Izola), profesor, ravnatelj slovenske gimnazije v Občini Piran. Leta 2005 je prejel najvišje priznanje Občine Piran - zlati grb Občine Piran za izjemno pomemben prispevek pri vzgoji in izobraževanju številnih generacij dijakov in dijakinj slovenske gimnazije v Piranu med leti 1961 in 1984.
- Roza Kandus (1921, Vrtovin na Vipavskem - 2014), prostovoljka, učiteljica, politična aktivistka. Ustanavljala je partizanske šole. Po zaključku študija na Cambridgeu leta 1957 je do upokojitve poučevala angleški jezik na osnovni šoli v Piranu.
- Alenka Aškerc Mikeln (1943, Celje), nacionalna koordinatorka UNESCO ASP mreže Slovenije, profesorica pedagogike in psihologije, ravnateljica Osnovne šole Cirila Kosmača Piran. V Piran se je preselila že v študentskih letih in od takrat naprej tam živela in delala.
- Jože Vogrinc (1925, Mihalovec - 1987, Lucija), pedagog, pisec matematičnih učbenikov in besedil.
- Doroteja Vodnik - Pegam (1898, Škofja Loka - 1975, Portorož), pedagoginja, prevajalka, germanistka. Večino svojega poklicnega življenja je sicer bila aktivna v Ljubljani, kjer je bila po vojni do leta 1948 ravnateljica bežigrajske gimnazije, nato pa se je zaposlila kot profesorica nemščine na Gimnaziji Poljane do upokojitve 1960.

### Umetnostni zgodovinarji
- Stane Bernik (1938, Prizren, Kosovo), umetnostni zgodovinar, umetnostni kritik. Za Piran in obalno regijo pomemben zaradi priprave topografskih študij o Piranu, Izoli in Kopru, ki so izšle v delu Koper, Izola, Piran. Organizem slovenskih obmorskih mest, Ljubljana, Piran, 1968.
- Sonja Ana Hoyer (1945, Murska Sobota), umetnostna zgodovinarka, konservatorka, doktorica znanosti, profesorica. Zaposlena na Zavodu za varstvo kulturne dediščine Občine Pira; poleg tega tudi predava na Oddelku za umetnostno zgodovino Filozofske fakultete Univerze v Ljubljani ter na Fakulteti za Gradbeništvo Univerze v Mariboru.
- Andrej Medved (1947, Ljubljana), pesnik, urednik, umetnostni zgodovinar, filozof, kritik, prevajalec, esejist. Od leta 1977 naprej je bil zaposlen kot kustos Obalnih galerij v Piranu, zdaj pa je tam umetniški vodja.
- Anton Mikeln (1943, Celje), umetnostni zgodovinar, ravnatelj, konservator. Že v študentskih letih se je zaposlil na Zavodu za spomeniško varstv v Piranu in celo življenje nadaljeval delo na področju spomeniškega varstva in konservatorstva. Za uspešno delo prejel priznanje Občine Piran, predsednik Italije Francesco Cossiga pa mu je podelil tudi častni naziv commendatore. Slovensko konservatorsko društvo mu je za prenovo opuščene cerkve sv. Donata v Piranu podelilo Steletovo priznanje, leta 2004 pa še Steletovo nagrado za vrhunske dosežke v spomeniškovarstveni službi.

### Igralci, glasbeniki
- Valerija Sila (1889, Izola - 1962, Trst), gledališka igralka
- Franjo Sornik (1906, Maribor - 1960, Izola), igralec
- Ubald Vrabec (1905, Trst - 1992, Izola), glasbenik, skladatelj, zborovodja
- Srečko Tič (1914, Veli Iž (Hrvaška) - 2014, Izola), režiser, scenograf
- Slavko Ivančić (1954, Crikvenica, (Hrvaška)), pevec, pianist in glasbeni pedagog. Leta 2024 je za dolgoletno delo na področju glasbe prejel zlati grb občine Piran.

### Pomembne kulturne osebnosti iz občine Piran italijanske narodnosti
- Cesare del'Acqua (1821, Piran - 1905, Bruselj), akademski slikar
- Gasparo Albertini (1717, Piran - 1811, Piran), kipar, kamnosek
- Ambrogio Febeo (16. st.), profesor književnosti, govornik, pesnik
- Giovanni Battista Goina (15./16. st., Piran), zdravnik, literat, latinist. Živel in delal v Piranu.
- Pasquale Besenghi degli Ughi (1797, Izola - 1849, Trst), satirični pesnik
- Diego de Castro (1907, Piran - 2003, Roletto pri Torinu), publicist, univerzitetni profesor, statistik, diplomat, raziskovalec, plemič
- Francesco Egidio, poznavalec in učitelj antičnih jezikov, grščine in latinščine
- Stefano Rota, latinist, bibliotekar, 1. arhivar piranskega arhiva
- Giovanni Tagliapietra, pisatelj, pesnik
- Giuseppe Tartini (1692, Piran  - 1770, Padova), glasbenik, skladatelj, violinist, ustanovitelj slavne violinske šole La scuola delle nazioni v Padovi (1928). Po njem je poimenovan glavni trg v Piranu, kjer se še danes nahaja tudi skladateljeva rojstna hiša.

### Posebni dosežki in zasluge
- Peter Bossman (1955, Akra), župan. Prvi temnopolti Slovenec, izvoljen na visoko politično mesto, po izobrazbi zdravnik.
- Tijuana Križman Hudernik (1983, Piran), baletna solistka Opere in baleta SNG Maribor.
- Anton Ferjančič (1915, Gradišče pri Vipavi - 1990, Piran), narodni heroj.  Bil je predsednik mestne organizacije zveze borcev v Tolminu, dolgoletni predsednik občinskega odbora zveze borcev v Ajdovščini, član vodstva SZDL in sekretar osnovnih organizacij ZK. Za narodnega heroja je bil razglašen leta 1953.
- Mira Zorec (1928, Dole v Ziljski dolini na Koroškem), učiteljica, vojna izgnanka. Leta 2008 je sodelovala v projektu A letter to the stars, ki sta ga organizirala tedanji predsednik Avstrije Heinz Fischer in avstrijska vlada. Projekt je bil zasnovan z namenom ozaveščanja mladih o grozotah holokavsta. Zorčeva se je kot edina koroška Slovenka izseljenka udeležila srečanja z Židi z Dunaja, ki so jih nacisti kot otroke leta 1938 poslali v Veliko Britanijo in jih tako odrezali od njihovih družin.